# Sonata de iglesia n.º 10 (Mozart)
La Sonata de iglesia n.º 10 en fa mayor, K. 244 es una sonata de iglesia en un único movimiento, escrita por Wolfgang Amadeus Mozart en el mes de abril del año 1776, cuando tenía veinte años de edad. La pieza fue compuesta en Salzburgo, para su uso por parte del príncipe-arzobispo Hieronymus von Colloredo, a cuyo servicio trabajaba Mozart desde 1772.

## Características
La obra está escrita en compás de 3/4, con una indicación de tempo de Allegro. Presenta una extensión de ciento quince compases, y consta de dos secciones, ambas repetidas: la primera (compases 1-46) se desplaza a la tonalidad de la dominante (do mayor), mientras que la segunda (compases 47-115) regresa a la tonalidad principal. Por otra parte, como la mayor parte de las sonatas de iglesia mozartianas, está escrita para dos violines, órgano, y bajos (violonchelo y contrabajo, y fagot ad libitum).